# 博興県
博興県（はくこう-けん）は中華人民共和国山東省浜州市に位置する県。

## 行政区画
- 街道:城東街道、錦秋街道、博昌街道
- 鎮:曹王鎮、興福鎮、陳戸鎮、湖浜鎮、店子鎮、呂芸鎮、純化鎮、龐家鎮、喬荘鎮